# Dictyochaetopsis menisporoides
Dictyochaetopsis menisporoides är en svampart som först beskrevs av Hol.-Jech., och fick sitt nu gällande namn av Aramb. & Cabello 1990. Dictyochaetopsis menisporoides ingår i släktet Dictyochaetopsis och familjen Chaetosphaeriaceae.   Inga underarter finns listade i Catalogue of Life.